# Viljem III. Berški
Viljem III. Berški (’s-Heerenberg, 24. julij 1468 - Zaltbommel, 3. maj 1511), krščen v 's-Heerenbergu – pokopan v Hedelu, je bil drugi grof Berški (1506-1511) in sicer cesarski grof Svetega rimskega cesarstva. Bil je prvi sin Osvalda I. Berškega in Elizabete Meurške (1445 - 12. april 1493), hčerke Vincenta Meurškega, grofa Saarwerdenskega (1420 - 30. aprila 1499) in Ane Simmernsko-Bavarske (1415- 1455). 

## Življenjepis
Prva omemba Viljema po njegovem rojstvu in krstu je iz leta 1490 , ko je spremljal ekspedicijo v vzhodno Frizijo v spremstvu münsterskega škofa Henrika XXVII. Schwarzburškega. Obstaja pismo škofiji Münster, v kateri Viljem zahteva odškodnino za konje, ki jih je izgubil med to ekspedicijo.
V spopadu med Geldersom in Burgundci je moral Viljem, tako kot njegov oče, izmenično izbirati med tema dvema stranema. Po očetovi smrti februarja 1506 je Viljem postal grof Berški in od takrat še naprej podpiral Burgundce. To je razjezilo vojvodo Karla Gelderskega, ki je nato med obiskom v Terborgu skoval načrt za aretacijo grofa Viljema. To se ni zgodilo, ni pa jasno, ali je načrt propadel ali ni bil nikoli izveden.
Januarja 1506, mesec dni preden je nasledil svojega očeta, se je Viljem pri 37 letih v Boxmeerju  poročil z Ano Egmontsko, edinko Viljema Egmontskega in Margarete Culemborške. Bila sta si druga bratranca a sta prejeli od škofa odpustek za poroko. Njun skupni praded je bil Friderik IV. Meurški ( 1380–1448 ), čigar sin Vincent († 1499 ) je bil Viljemov dedek in čigar hči Walburgis († 1459 ) je bila Anina babica.
Ana se je rodila domnevno kmalu po letu 1480. Viljemova poroka je bila za grofe Berške velikega pomena, saj je znatno razširila njihovo posest. Iz dediščine Aninega očeta (umrl leta 1494 ) je [[Haps pripadel Berškim; od matere (umrla leta 1505 ) pa so Berški pridobili Boxmeer, Sambeek, Spalbeek , Stevensweert , Ochten , grad Vrienenstein  blizu Driela ter posesti in desetine v Overbetuwe in na Veluwe.
Leta 1506 je grof Viljem prenesel letne obresti od renske mitnine pri Lobithu na svojega brata Friderika , gospoda Hedela. Dne 6. januarja 1444 je vojvoda Arnold Guelderski prodal njihovemu dedku Viljemu II. letno rento štiristo renskih guldnov iz izkupička te mitnine.
Viljem je umrl Pet let kasneje, 3. maja 1511, v Zaltbommelu po samo petih letih na položaju. Zaradi tega je najkrajši vladajoči grof Berški. Star je bil le 43 let in je bil pokopan v Hedelu, kjer sta bila nekaj let prej pokopana njegova strica Ludolf in Adam. Nasledil ga je njegov edinec, triletni Osvald II.. Bil je še premlad, da bi opravljal funkcijo, zato je bila najprej regentka njegova mati, nato teta Ana Berška in končno regentski svet sedmih visokih uradnikov do njegovega šestnajstega rojstnega dne leta 1524.

## Viljemova vdova Ana Egmontska
Viljemova vdova Ana Egmontska se je 23. julija 1512 na skrivaj ponovno poročila s Filipom Virneburškim, potomcem družine grofov Virneburških v Eifelu. Leta 1514 je Ana s svojim drugim možem odšla v Boxmeer. Vendar Berga ni preprosto pustila za seboj, saj ji je uspelo pridobiti sauvegarde (zaščitno pismo) in izjavo o nevtralnosti grofije tako od svojega vnuka Karla Gelderskega kot od Burgundcev. To je pomenilo, da bosta obe strani pustili Berg(h) pri miru in ga ne bosta okupirali ali plenili.
Razlog, da se je Ana na skrivaj ponovno poročila, je ta, da ji družina Berških tega ni želela dovoliti. Vznemirjenje, ki ga je to povzročilo, je okrepila govorica, da želi svojega sina, vladajočega grofa Osvalda II., odpeljati na grad, ki pripada njenemu drugemu možu blizu Monreala v Eifelu. Družina in Berški uradniki so temu ostro nasprotovali. Posledica tega je bila, da je Ana odšla v Monreal, vendar je pustila Osvalda v 's-Heerenbergu. Njena svakinja Ana Berška (najstarejša sestra grofa Viljema) je tako vzgojila Osvalda II. Ana Egmontska je umrla 4. septembra 1517 v Monrealu.

## Poroka in otroci
Grof Viljem III. se je pri 37 letih v Boxmeerju  poročil z Ano Egmontsko, edinko Viljema Egmontskega in Margarete Culemborške.  V njunem zakonu se je rodil sin:
- Osvald II. Berški naslednik;

Poleg sina je imel še tri nezakonske otroke. Rodili so se preden se je leta 1506 poročil. Njuna mati je bila Lyse Poer, gostilničarka v 's-Heerenbergu, ki je umrla okoli leta 1525.
- Adam ali Daem (ok. 1500 – 1555)
- Hektor (ok. 1504 – 1552)
- Ana, redovnica v samostanu sv. Uršule v Eltenu